# 溫徹斯特M1200泵動式霰彈槍
溫徹斯特M1200（英語：Winchester Model（M） 1200）和溫徹斯特M1300（英語：Winchester Model（M） 1300）是一系列由美国槍械製造商溫徹斯特連發武器公司西部分區和奧林公司所合作生產的一系列泵动式散彈槍，發射12、16或20鉛徑霰彈。
溫徹斯特M1200在槍管底部裝有刺刀座以便於近身距離作戰時使用。這枝霰彈槍可以分解成為多個部件，以便大量儲藏和運輸。

## 歷史
1964年，溫徹斯特連發武器公司提出了使用開發中的溫徹斯特M1200，以不太昂貴的價格以取代舊式的溫徹斯特M1912。當中有一小批的溫徹斯特M1200於1968年至1969年期間獲得了美国军队所採用，被命名為溫徹斯特M1400。曾經在美國軍隊服役一段短時間的溫徹斯特M1200期間，軍隊指揮官曾經下令如何使用這把霰彈槍，以防這件武器落入敵人的手上。如果這把霰彈槍會有落入敵人手上的危險，可以在得到附近任何一名指揮官的酌情權以下被破壞。如果被認為有必要破壞這武器，必需要使用任何可行的方式去將溫徹斯特M1200破壞得完全無法再在戰鬥時繼續使用和銷毀破壞後的所有碎片。整枝霰彈槍之中必須完全破壞的主要部分有：機匣、管式彈倉組件、槍管組件、刺刀座、後膛槍機組件和扳機護環組件。軍用型風格的溫徹斯特M1200基本上與民用型版本的武器是一樣的，只是軍用型在槍管上安裝了附有散熱孔的隔熱鋼板、可旋轉的槍背帶環以及刺刀座。
在所有溫徹斯特M1200的衍生型之中，其升級型號溫徹斯特M1300是最成功的一款。它在1978年取代了原來的溫徹斯特M1200並且被美國連發武器公司（簡稱：USRAC）選中成為溫徹斯特槍械的製造商。然而，在2006年1月，由於美國連發武器公司破產，溫徹斯特宣布全面關閉工廠內的設施，溫徹斯特M1300最終停產。

## 設計細節
溫徹斯特M1200是一枝20英吋（508毫米）12鉛徑手動操作泵动式散彈槍。使用泵动式操作的溫徹斯特M1200與其他泵动式霰彈槍一樣，是以可前後滑動的前護木通過兩根操作連桿連接到槍機使得槍機前後復進。正因如此，前護木是裝在槍管下方並且可以前後滑動。空彈殼會在右邊的拋殼口彈出。
該槍的機匣為鋁合金製造，而槍管則為钢製造。該槍的管式彈倉裝有4發霰彈藥筒，加上膛室中的1發，總共能填裝5發霰彈藥筒。該槍裝有內置式擊錘，即是該槍並沒有裝上外露的擊錘。只有內置的一根擊針能夠在發射時撞擊霰彈藥筒底部中心的底火以點燃霰彈藥筒內部的火药。溫徹斯特M1200是一枝可分解式霰彈槍，也就是說，它可以輕易拆卸分解，方便儲存和運送。
溫徹斯特M1200亦是第一枝採用了轉拴式槍栓的霰彈槍，轉拴式槍機上裝上四個協助閉鎖的鎖耳，以便在與槍管延伸部連接時會完全閉鎖。這種設計是為了抵消膛室於發射時所產生的高壓火藥燃氣。
溫徹斯特M1200也是溫徹斯特連發武器公司的第一枝加入了專利的溫徹斯特喉缩（英語：Winchoke）系統設計的霰彈槍，可以快速更換槍管，使得使用者能夠更容易地更換收束器。

## 清潔與保養

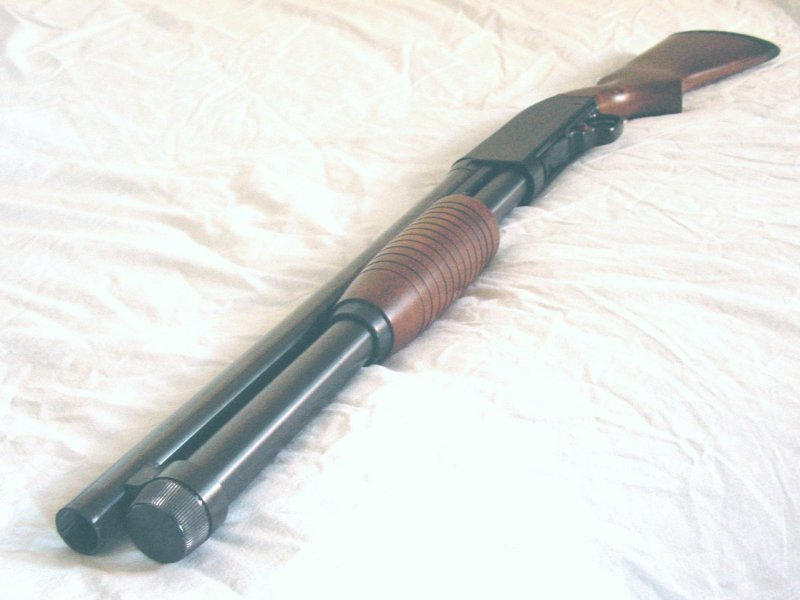
溫徹斯特M1200防衛型霰彈槍。

清潔及保持定期保養是溫徹斯特M1200霰彈槍非常重要的事項，以確保能耐正常操作，以及防止武器出現生鏽。當霰彈槍在下雨、下雪、鹽霧等環境中暴露過、或發射過數發霰彈藥筒以後，就應該清潔槍管和槍機。關鍵是要確保霰彈槍內的所有灰塵和其他雜質都從槍內被掃除，即是霰彈槍內不應該存在灰塵和其他雜質；因為如果它仍然存在，霰彈槍射擊時可能會發生故障。霰彈槍應該在膛室、槍管延伸部上潤滑油和內外表面塗上適當分量的霰彈槍潤滑油，不但可以確保霰彈槍免於發生生鏽的現象，而且也可以作為其潤滑劑。木製零件需要用布稍微抹去多餘的潤滑油，以保護木質和擦去不應該在木質的異物或材料。

## 刺刀
刺刀可以連接到軍用版本的溫徹斯特M1200的槍管前端。裝上了刺刀的溫徹斯特M1200的主要用途是近戰、看守囚犯和防暴任務。溫徹斯特M1200最常裝上的刺刀是M1917匕首型刺刀。在一戰結束後，因為當時美军決定把M1903留作制式步槍，因而不能安裝在M1903上的M1917刺刀亦有大量的剩餘存貨。儘管M1917刺刀不能裝上春田製造的步槍，但為了避免就此將它們銷毀，後來美軍決定使新的溫徹斯特M1200霰彈槍增加了刺刀座以能夠兼容刺刀使用。

## 衍生型
- 溫徹斯特M1200：標準型號，管式彈倉彈數為4＋1發（未說明為23⁄4或3英吋）。
- 溫徹斯特M1200防衛型：將溫徹斯特M1200的管式彈倉彈數增加至6＋1發以及金屬部件與槍托、護木為黑色的型號。（6┼1發3英吋霰彈藥筒或7┼1發23⁄4英吋霰彈藥筒）
- 溫徹斯特M1200警用型：將溫徹斯特M1200的管式彈倉彈數增加的型號，採用經過化學非電解鍍镍表面式槍管和管式彈倉。
- 泰德·威廉斯M200：由西爾斯百貨製造的標準型溫徹斯特M1200。
- 溫徹斯特M1200獵用型：28英寸槍管，一個內置式喉缩和管式彈倉彈數增加至5＋1發（未說明為23⁄4或3英吋）。
- 溫徹斯特M1300：升級型號，將管狀彈倉彈數增加至5＋1發（未說明為23⁄4或3英吋）。
- 溫徹斯特M1300防衛型：將溫徹斯特M1300的管式彈倉彈數增加至7＋1發以及金屬部件與槍托、護木為黑色的型號（未說明為23⁄4或3英吋）。
- 溫徹斯特M1300海戰型：將溫徹斯特M1300的管式彈倉彈數增加至8＋1發的型號，（未說明為23⁄4或3英吋）採用經過化學非電解鍍镍表面式槍管和管式彈倉，金屬部件為銀色，槍托、護木為黑色。
- 其他溫徹斯特M1300的衍生型[10][11]
- 溫徹斯特M2200：將溫徹斯特M1200改為全尺寸型槍托及槍管，為加拿大槍械市場而生產。
- 溫徹斯特M120：廉價型版本，可在不同的零售商店銷售，例如凱馬特（英語：K-Mart）。裝有樺木槍托、固定喉缩等。
- 溫徹斯特M120遊騎兵型：廉價型版本，可在不同的體育用品商店銷售，例如凱馬特（英語：K-Mart）。裝有平滑槍托、溫徹斯特喉缩（英語：Winchoke）等。

## 使用國

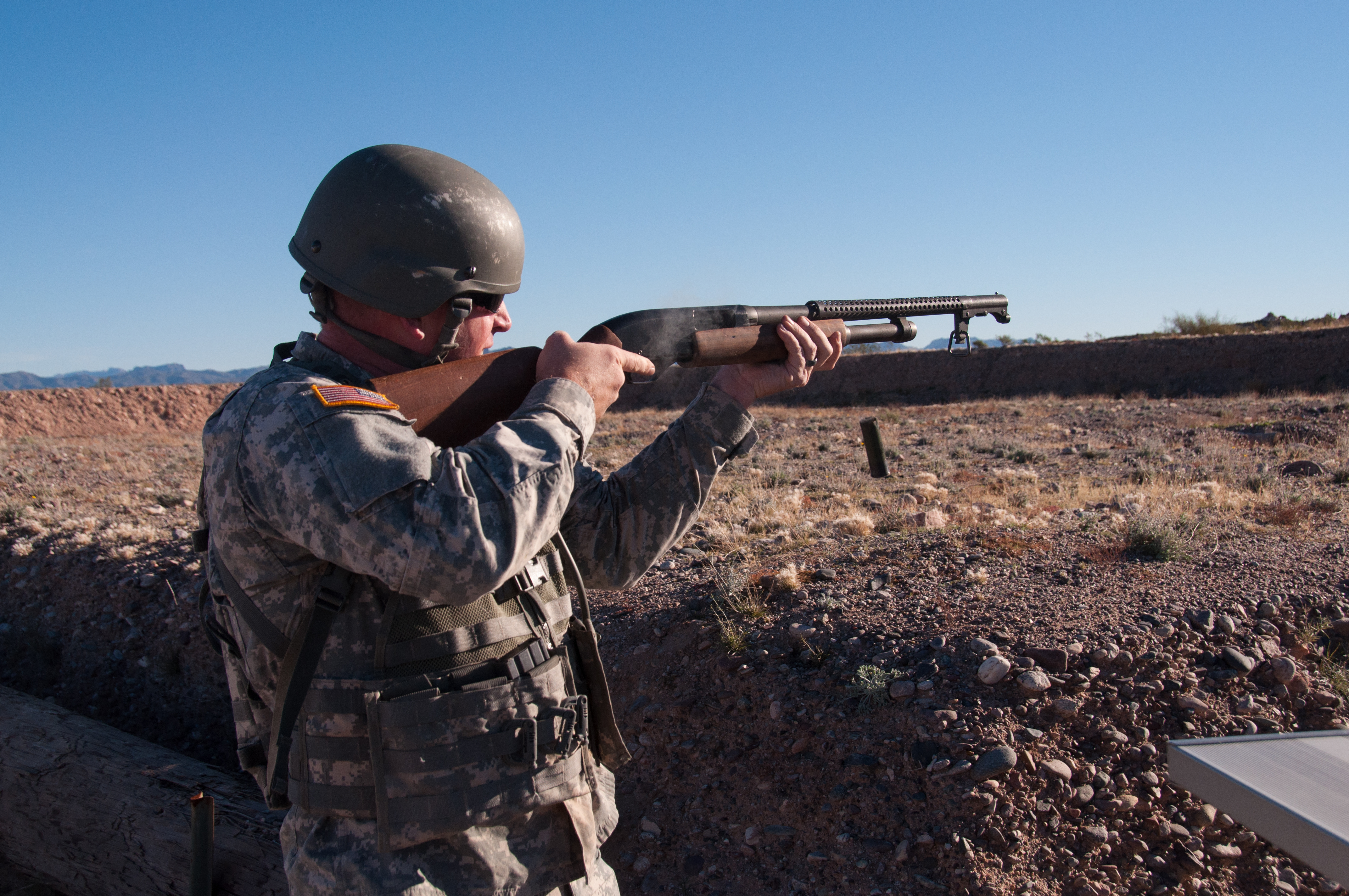
在射擊比賽中使用溫徹斯特M1200的美國國民警衛隊士兵

- 奥地利
  - 奧地利聯邦軍陸軍獵人突擊隊
- 巴西
  - 警察單位
- 捷克
  - 捷克共和國武裝部隊（溫徹斯特M1300防衛型）[12]
- 希腊
  - 希臘警察特別反恐單位（英语：Special Anti-Terrorist Unit (Greece)）
- 匈牙利
  - 特警單位（溫徹斯特M1300）
- 愛爾蘭
  - 愛爾蘭和平衛隊緊急應變隊（英语：Garda ERU）
- 日本
  - 海上自衛隊（M1300）
- - 私人保安機構[13][14]。
- - 大韓民國空軍（溫徹斯特M1200防衛型）
- 秘魯
  - 秘魯武裝部隊（溫徹斯特M1300）
- 葡萄牙
- 俄羅斯
  - [15][16]私人保安公司[17]
- 斯洛伐克：採用型號為溫徹斯特M1300防衛型[18][19]、[20][21]。
  - 斯洛伐克陸軍（英语：Ground Forces of the Slovak Republic）特種部隊
  - 邊防警察特種部隊
  - 機動快速反應小組
  - 斯洛伐克內務部（英语：Ministry of Interior (Slovakia)）
  - 斯洛伐克司法部
- 中華民國
  - 中華民國國軍[22]
- 美国
  - 美国陆军
  - 美國海軍
  - 美国海军陆战队
  - 地方警察局
- 委內瑞拉
  - 委內瑞拉玻利瓦國家軍特種部隊（溫徹斯特M1300防衛型）

## 流行文化
溫徹斯特M1200系列亦同時出現在多隻电影、电視剧和电脑游戏裡，例如：

### 电影
- 2012年—：型號為溫徹斯特M1300手槍握把型，裝上FN EGLM和M203並且分別由「闇蝕」雷·凱利根（「Blackout」Ray Carrigan，尊尼·威特沃斯飾演）和霸利爾（Grannik，斯賓塞·威爾丁飾演）所使用。

### 电視剧
- 2000年—
- 2002年—《螢火蟲》：型號為溫徹斯特M1300鍍鎳型，由「寧靜號」艦長馬爾科姆·“瑪”·雷諾茲（Malcolm "Mal" Reynolds，納森·菲利安飾演）所使用。
- 2005年—：
  - 2006年10月26日第2季第5集（播出順序為第27集）“西蒙說”（Simon Said）之中，型號為溫徹斯特M1300延長彈倉型，由詹寧斯博士（Dr. Jennings，布魯·曼庫瑪飾演）於被洗腦時所使用。
  - 2008年9月25日第4季第2集（播出順序為第62集）“你在那裡，神？它是我，狄恩·溫徹斯特”（Are You There, God? It's Me, Dean Winchester）之中，型號為溫徹斯特M1300手槍握把型，由一名已死的獵人所使用。
  - 2010年4月8日第5季第17集（播出順序為第99集）“99個問題”（99 Problems）之中，型號為溫徹斯特M1300手槍握把型和溫徹斯特M1300延長彈倉型。前者由羅伯（Rob，迈克尔·山克斯飾演）所使用；後者由一名鄉民所使用。
  - 2010年11月19日第6季第9集（播出順序為第113集）“如果你相信，你就拍拍手”（Clap Your Hands If You Believe）之中，型號為溫徹斯特M1300手槍握把型，由山姆·溫徹斯特（Sam Winchester，飾演）所使用。
  - 2011年2月25日第6季第15集（播出順序為第119集）“法國人的錯誤”（The French Mistake）之中，型號為溫徹斯特M1200，有一對在槍店中出現。
- 2010年—《避風港》：第2季第10集（播出順序為第23集）“誰，什麼，哪裡，雪怪？”（Who, What, Where, Wendigo?）之中，型號為溫徹斯特M1300，由內森·沃爾諾斯探員（Nathan Wuornos，盧卡斯·布萊恩特飾演）於狩獵時所使用。
- 2011年—：
  - 2011年6月19日第1季第1集“生活和學習”（Live and Learn）之中，型號為溫徹斯特M1200防衞型，由人類檢查站上的反抗軍戰士所使用。
  - 2011年8月7日第1季第10集“八小時”（Eight Hours）之中，型號為溫徹斯特M1200遊騎兵型，由另一位反抗軍戰士所使用。
  - 2012年6月17日第2季第1集（播出順序為第11集）“天壤之別”（Worlds Apart）和2012年7月22日第2季第7集（播出順序為第17集）“莫倫拉貝”（Molan Labe）之中，型號為溫徹斯特M1300手槍握把型，由約翰·波普（John Pope，科林·坎寧安飾演）所使用。
- 2013年—《抗争》：型號為溫徹斯特M1200長槍管型，由立法者的副手所使用。

### 電子遊戲
- 1996年—《毀滅公爵3D》：型號為溫徹斯特M1300防衞型，使用Tacstar手槍握把和前握把以及隔熱罩。
- 2001年—：型號為溫徹斯特M1300防衞型，以8發彈倉供彈，由紐約市警察局、Max和軍火走私貨輪船長Boris Dime所使用。
- 2007年—及重製版：型號為溫徹斯特M1200，命名為「W1200」，以7發彈倉供彈，最高攜彈量為70發（戰役模式）和56發（聯機模式）。戰役模式之中由美國海軍陸戰隊武裝偵察部隊、英國陸軍特種空勤團、中東某國叛軍及俄羅斯極端民族主義黨武裝份子所使用，聯機模式時於等級2解鎖，並可以使用紅點鏡及前握把。
- 2009年—及重製版：型號為溫徹斯特M1200，命名為「W1200」，以7發彈倉供彈，最高攜彈量為70發。重製版中取消了在未打空彈倉時裝填後的多餘上膛動作。另外在空倉裝填時玩家角色會先把一發霰彈從拋殼口上膛。該槍僅於戰役模式通關後的博物館中正式出現，玩家能夠透過殺死其使用者奪取該槍使用。在戰役序幕的過場片段中由一名聯邦安全局特種部隊幹員所持有，在博物館內則有一定機率會由141特遣隊的隊員持有。
- 2010年—《心靈殺手》：型號為溫徹斯特M1300防衞型，命名為「泵动式霰彈槍」，以8發彈倉供彈，由主角艾倫·韋克（Alan Wake）和警長莎拉·布瑞克（Sarah Breaker）所使用。
- 2011年—《永远的毁灭公爵》：型號為溫徹斯特M1300防衞型，使用Tacstar手槍握把和前握把以及隔熱罩，由公爵和地球防衞軍所使用。

## 外部連結
- （英文）—Winchester Repeating Arms—Historic Product Family—Model 1300
- （英文）—Model 1200 manual（PDF）
- （英文）—Model 1200 on Olive-Drab.com （页面存档备份，存于）
- （英文）—Model 1200 Field Strip Guide on BATTLETONE.com
- （英文）—PoliceLink—Winchester 1300 Defender
- （英文）—Guns Lot—Winchester 1300
- （英文）—Modern Firearms—Winchester 1300 Speed Pump shotguns （页面存档备份，存于）
- （英文）—Military, Security and Civilian Guns and Equipment—
  - Winchester Model 1200 （页面存档备份，存于）
  - Winchester Model 1300 （页面存档备份，存于）
- （英文）—YouTube上的Fast Cold Steel: The Winchester 1300
- （简体中文）—槍炮世界—
  - 温彻斯特1200型泵动霰弹枪 （页面存档备份，存于）
  - 温彻斯特1300型泵动霰弹枪 （页面存档备份，存于）